# Geranomyia tridens
Geranomyia tridens är en tvåvingeart som beskrevs av Enrico Adelelmo Brunetti 1912. Geranomyia tridens ingår i släktet Geranomyia och familjen småharkrankar. Inga underarter finns listade i Catalogue of Life.